# Contrast (Anoia)
Contrast és un petit nucli de població situat al sud-oest del terme d'Argençola a la comarca de l'Anoia. Està situat al marge esquerre de la Riera de Clariana. El 2006 tenia 18 habitants. Hi destaquen la Torre de Contrast medieval rodona dels segles XII i XIII, ben conservada, declarada bé cultural d'interès nacional, i la capella romànica de Sant Maur, a tocar de la torre de Contrast. Edificada entre els segles X a XII ha estat restaurada recentment i consta d'una sola nau coberta amb volta de mig punt i amb un absis semicircular. Tenia la porta original a la façana de migdia. L'any 1802 es va engrandir la nau, es va obrir l'actual porta i es va construir el campanar d'espadanya, refet recentment. A l'interior hi ha una imatge gòtica de Maur abat.

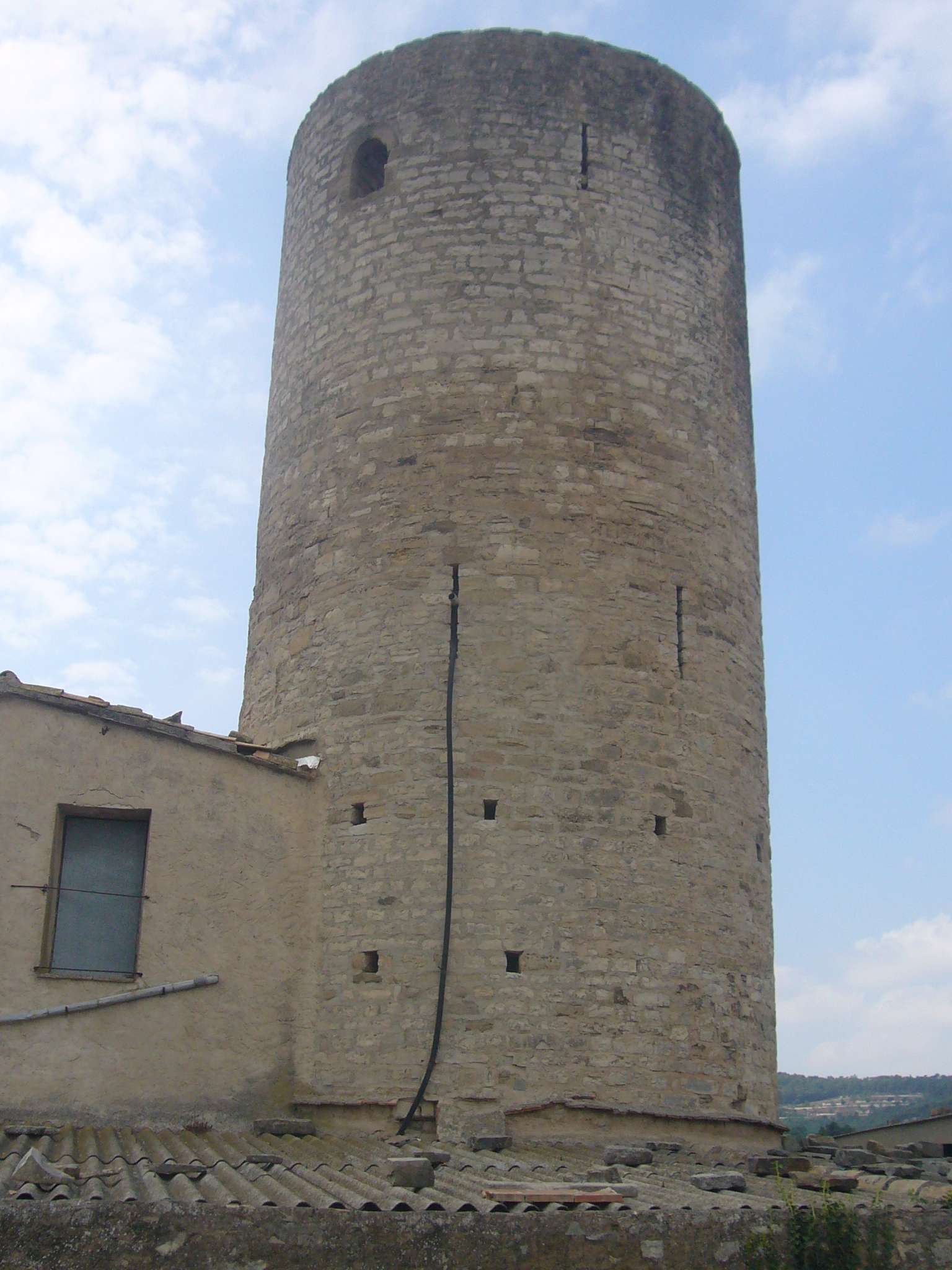
Torre Rodona de defensa de Contrast
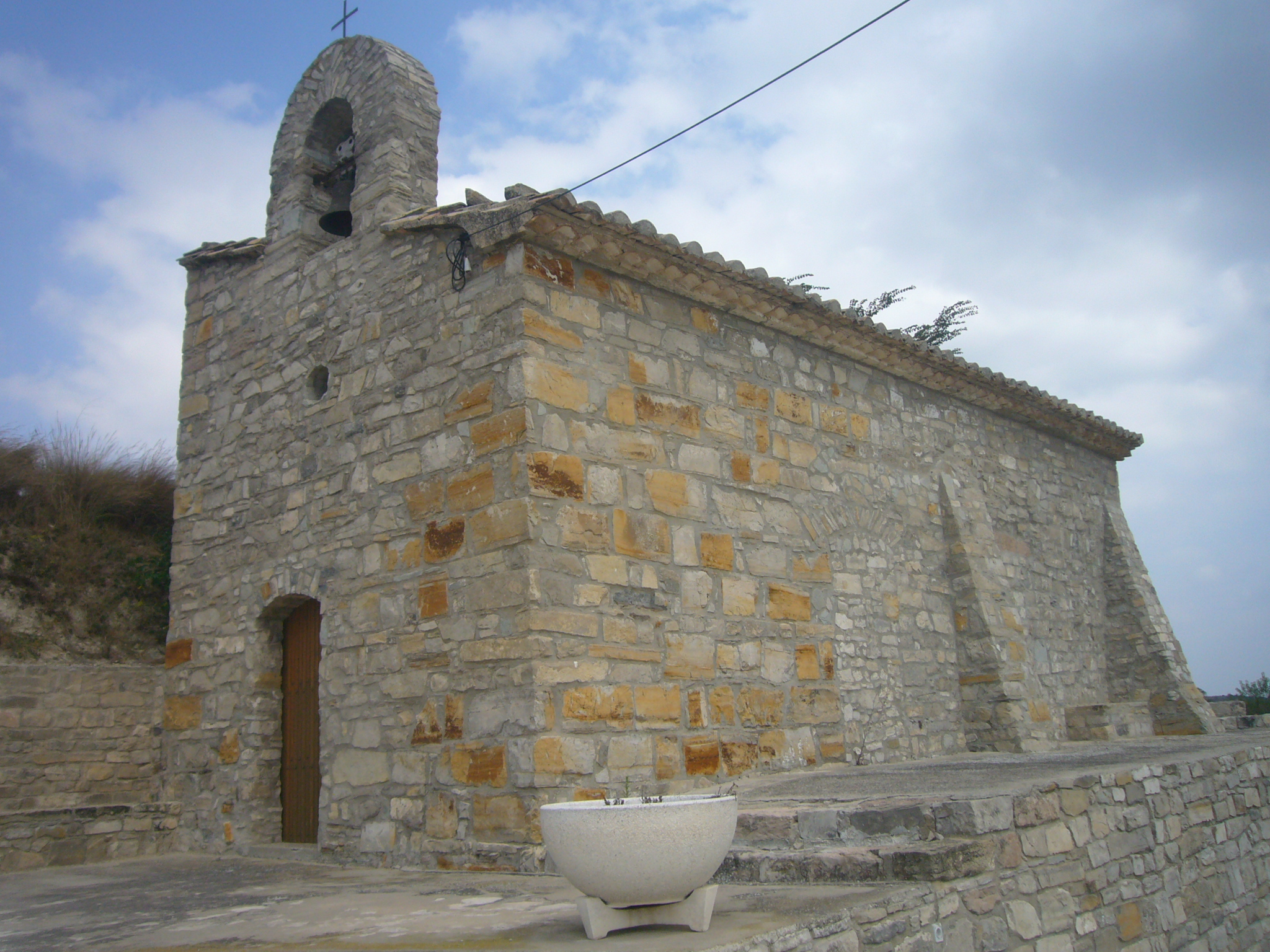
Capella romànica de Sant Maur